# Liste der Oberflächenformationen auf (253) Mathilde

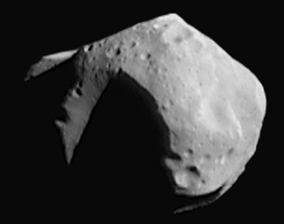
Asteroid (253) Mathilde, aufgenommen beim Vorbeiflug der Sonde NEAR Shoemaker, 27. Juni 1997

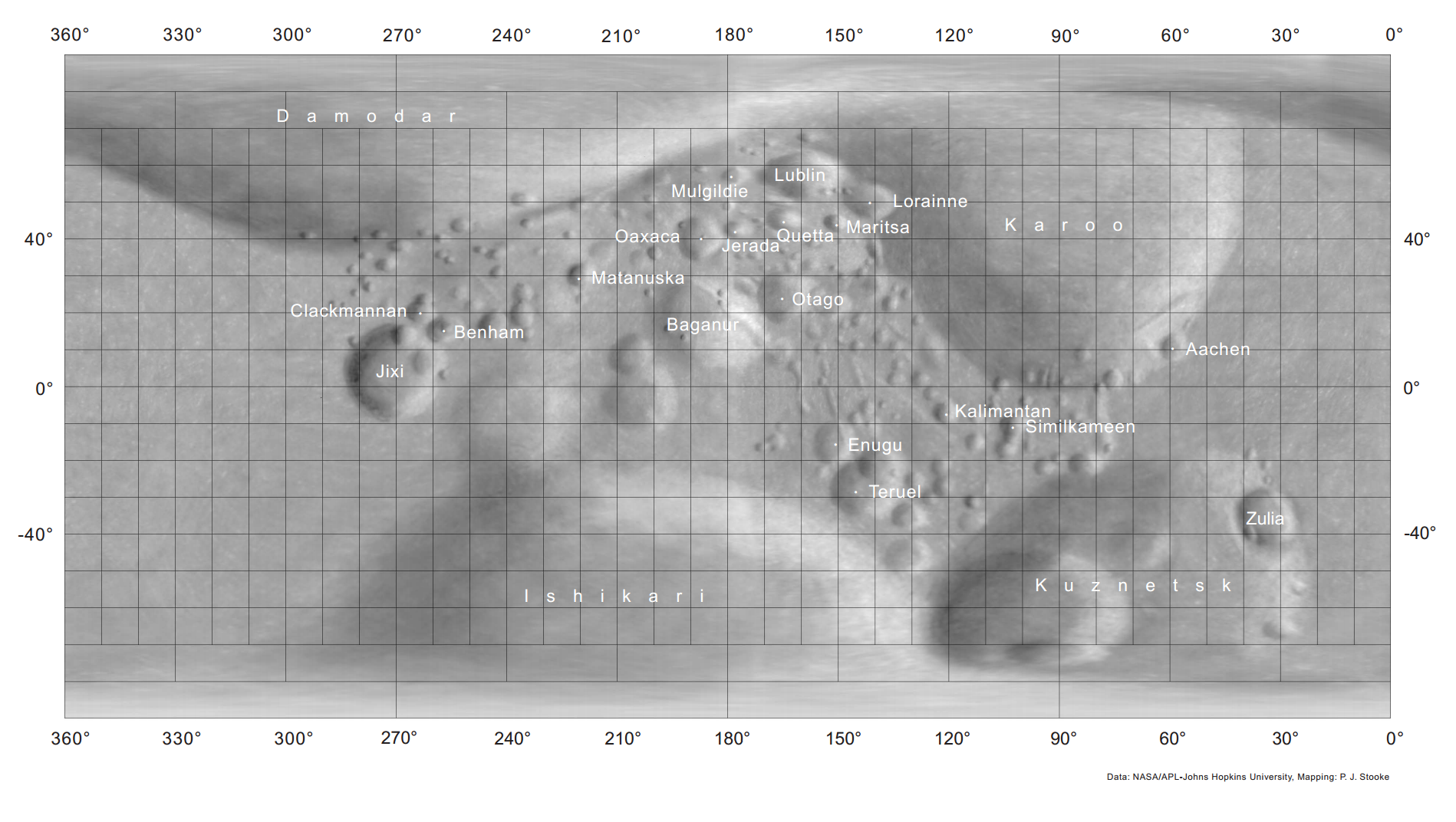
Karte von (253) Mathilde

Die Liste der geologischen Formationen auf (253) Mathilde enthält alle Oberflächenformationen auf dem Asteroiden (253) Mathilde, welche durch die Working Group for Planetary System Nomenclature (WGPSN) der Internationalen Astronomischen Union (IAU) einen Eigennamen erhalten haben. Die Benennungen erfolgten im Jahr 2000.

## Krater
Bis jetzt erhielten nur Krater auf dem Asteroiden einen Eigennamen. Die Oberfläche von (253) Mathilde ist mit einer Albedo von 0,0436 (± 0,004) sehr dunkel, schwärzer als Kohle. Deshalb wurden die Krater nach Kohleabbaugebieten benannt. Als Quelle für die Benennungen wurde der Concise Guide to World Coalfields der Internationalen Energieagentur (IEA) der OECD aus dem Jahre 1983 verwendet.
| Name        | Mittlerer Durchmesser (km) | Koordinaten +W (0–360) der Kratermitte | Benannt nach                                                                     |
| ----------- | -------------------------- | -------------------------------------- | -------------------------------------------------------------------------------- |
| Aachen      | 4,8                        | 9,2; 60,9                              | Rheinisches Braunkohlerevier, Aachen                                             |
| Baganur     | 16,4                       | 14,6; 191,6                            | Distrikt Baganuur, Mongolei                                                      |
| Benham      | 2,2                        | 19; 247,2                              | Benham, Kentucky                                                                 |
| Clackmannan | 2,8                        | 18,9; 260,8                            | Clackmannanshire, Schottland                                                     |
| Damodar     | 28,7                       | 73; 263,8                              | Damodar, Jharkhand, Indien                                                       |
| Enugu       | 5,9                        | −15,3; 151,6                           | Enugu, Nigeria                                                                   |
| Ishikari    | 29,3                       | −66,2; 186,9                           | größtes Kohlebasin Japans, Unterpräfektur Ishikari, Hokkaidō                     |
| Jerada      | 2,5                        | 42,1; 177,3                            | Jerada, Provinz Jerada, Marokko                                                  |
| Jixi        | 19,9                       | −12,3; 256,5                           | Jixi, Heilongjiang, Volksrepublik China                                          |
| Kalimantan  | 2,7                        | −7,7; 123,7                            | Kalimantan Timur, Indonesien                                                     |
| Karoo       | 33,4                       | 33,5; 98,4                             | Karoo, Südafrika                                                                 |
| Kuznetsk    | 28,5                       | −45,9; 88,9                            | Kusnezker Becken, Sibirien                                                       |
| Lorraine    | 4,1                        | 48,1; 142,5                            | Lothringen, Frankreich                                                           |
| Lublin      | 6,5                        | 55,3; 156,8                            | Woiwodschaft Lublin, Polen                                                       |
| Maritsa     | 2,4                        | 44,6; 151,5                            | Maritsa, Galabowo, Oblast Stara Sagora, Bulgarien                                |
| Matanuska   | 2,9                        | 27,3; 217,3                            | Matanuska-Susitna Valley, South Central Alaska                                   |
| Mulgildie   | 2,5                        | 57,7; 176,1                            | Mulgildie, North Burnett Region, Queensland, Australien                          |
| Oaxaca      | 5,2                        | 38,7; 186,3                            | Oaxaca, Mexiko                                                                   |
| Otago       | 7,9                        | 23,7; 164,5                            | Otago, Neuseeland                                                                |
| Quetta      | 3,2                        | 45,6; 165,5                            | Quetta, Pakistan                                                                 |
| Similkameen | 3,4                        | −13,5; 104,7                           | Similkameen, Regional District of Okanagan-Similkameen, British Columbia, Kanada |
| Teruel      | 7,6                        | −28,1; 142,7                           | Provinz Teruel, Aragonien, Spanien                                               |
| Zulia       | 12,3                       | −39,5; 30,9                            | Zulia, Venezuela                                                                 |